# Glorie (plaats)
Glorie is een plaats in Italië. Het is onderdeel van de gemeente Bagnacavallo (evenals de frazioni Boncellino, Masiera, Rossetta, Traversara, Villanova en Villa Prati).
Glorie ligt in de provincie Ravenna (regio Emilia-Romagna). Het dorp ligt ongeveer 20 kilometer verwijderd van de Adriatische Zee. 